# Scopula immutata
The Lesser Cream Wave (Scopula immutata) là một loài bướm đêm thuộc họ Geometridae. Nó được tìm thấy ở khắp châu Âu.
Sải cánh dài 24–27 mm. Chiều dài cánh trước là 12–13 mm. The moth gặp ở one generation từ tháng 6 đến tháng 8 .
Ấu trùng ăn meadowsweet và valerian.

## Hình ảnh

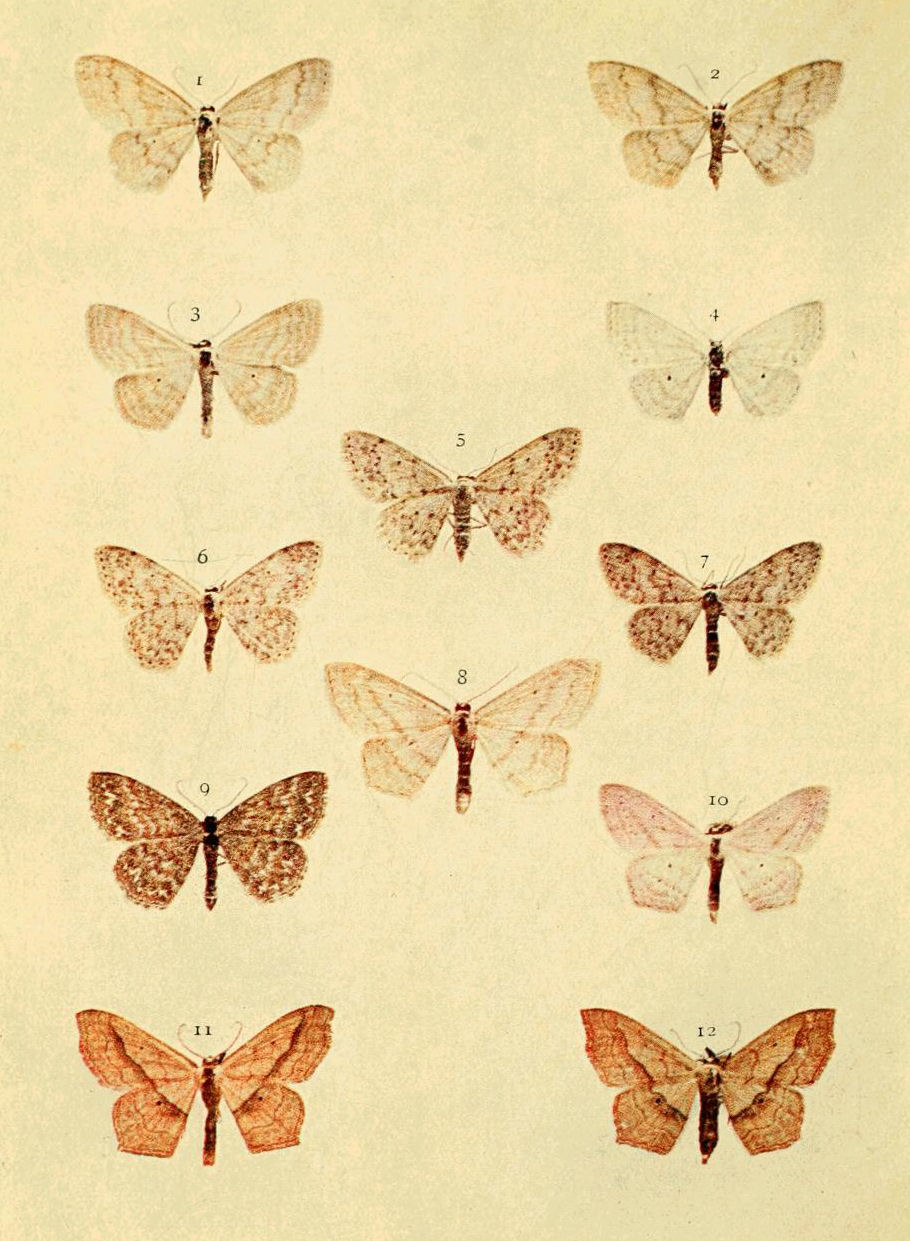
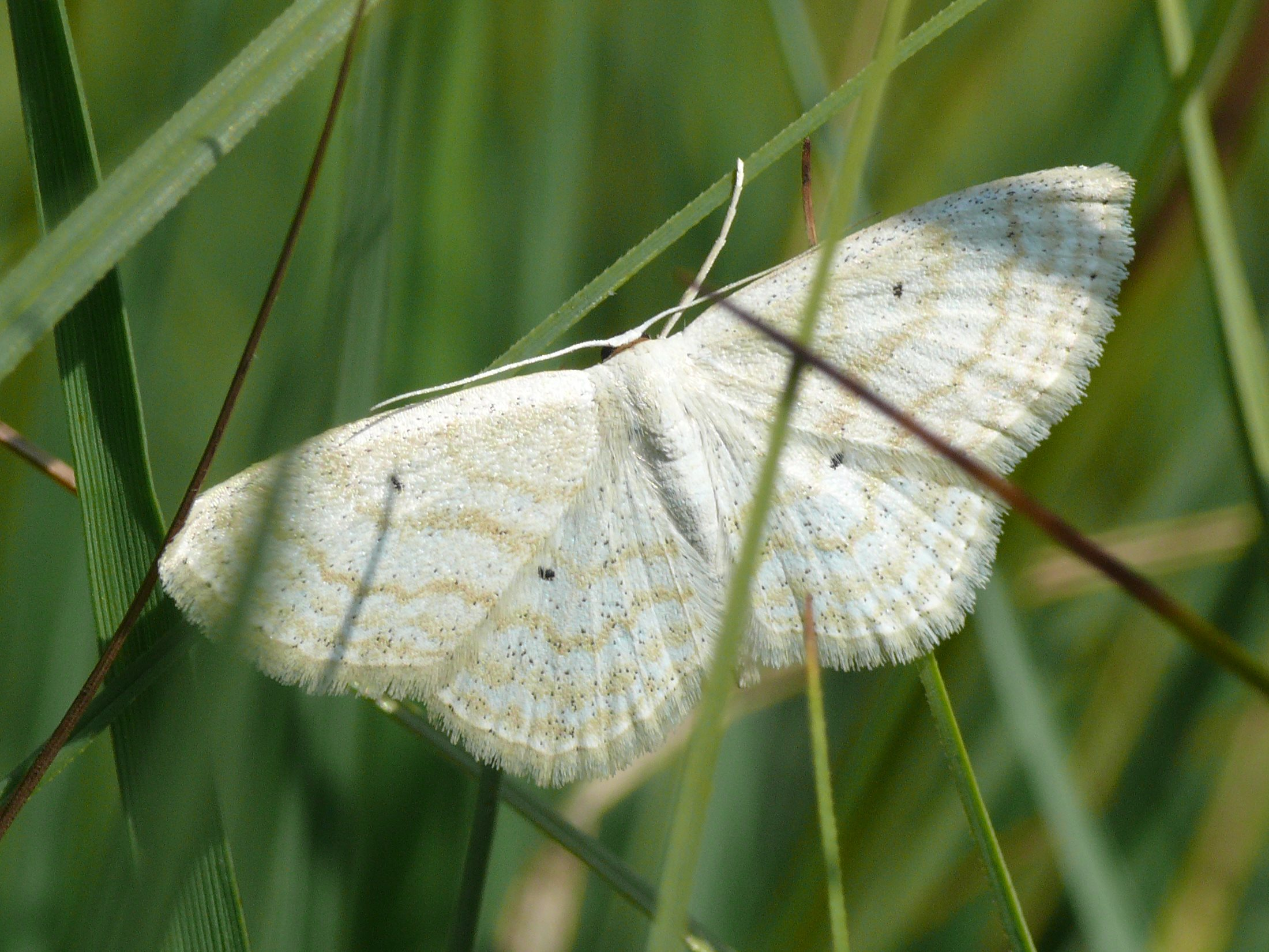
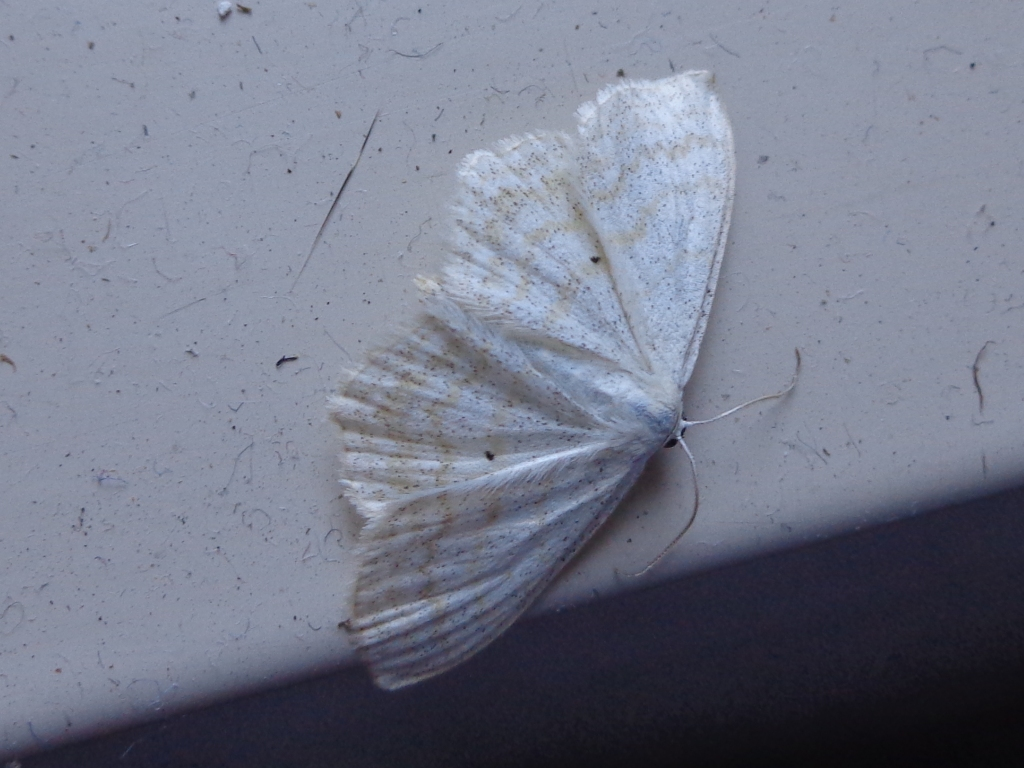
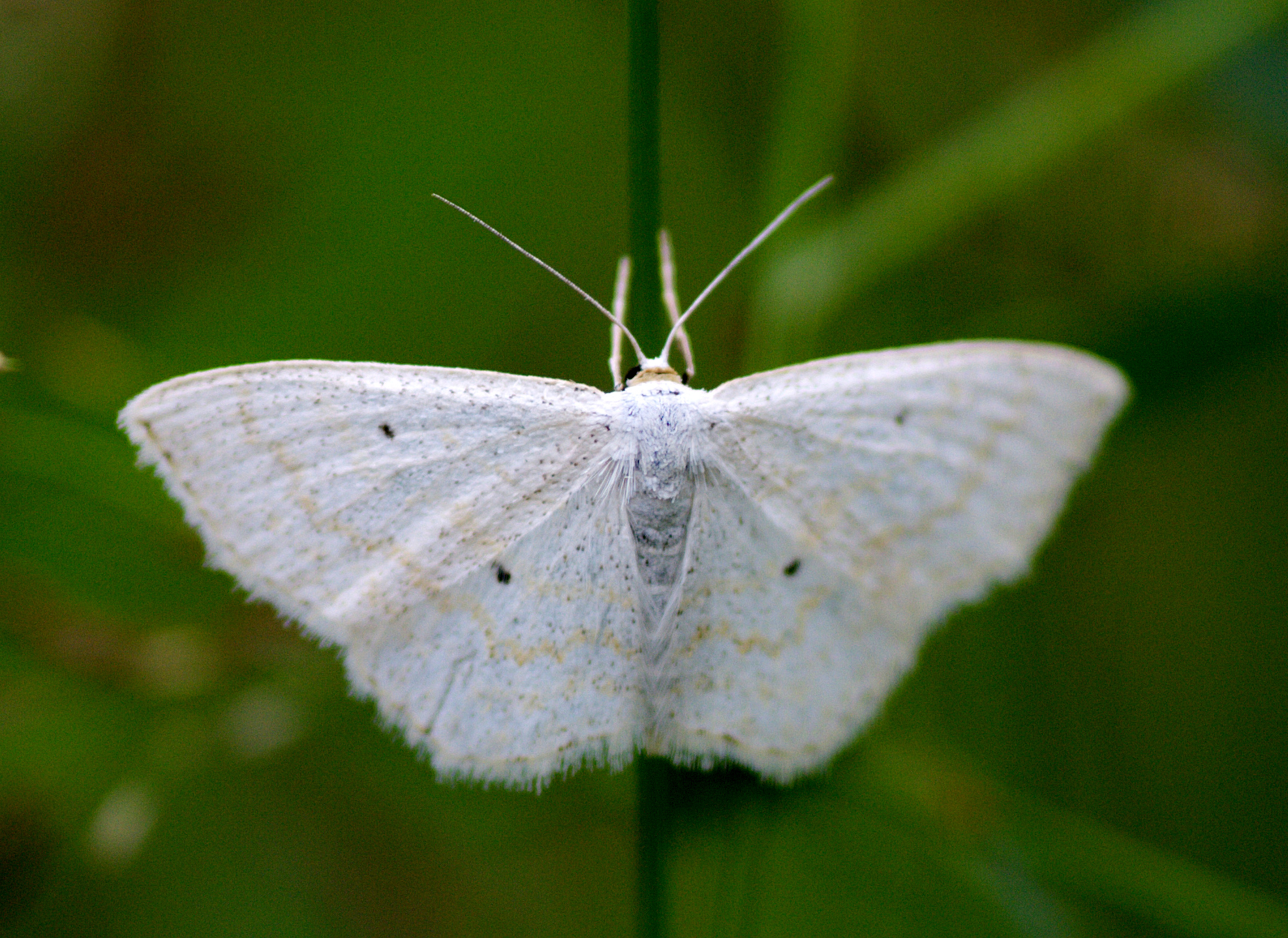